# T.C. Ziraat Bankası Spor Kulübü
O  T.C. Ziraat Bankası Spor Kulübü é um time turco de voleibol masculino da cidade de Ancara. Atualmente disputa o Campeonato Turco

## História
Fundado em 1981  objetivava o desenvolvimento do Futebol, Basquetebol, Luta Livre, Tênis de Mesa e Voleibol, mais adiante continuou apenas com o vôlei, com elenco jovem obteve muitos êxitos nacionais e no continente, além de formar novos valores nas categorias de base.

## Resultados obtidos nas principais competições

### Títulos conquistados
Campeonato Turco (Liga A Turca)
- Vice-campeão:1995–96, 2009–10[1]
- Terceiro posto:1989-90, 2003-04, 2010-11, 2014-15[1]

 Copa da Turquia
- Campeão:2009–10[1]
- Vice-campeão: 1989–90, 1990–91, 2008–09[1]

 Supercopa Turca
- Campeão:2010[1]

 Mundial de Clubes
 Liga dos Campeões da Europa
 Taça CEV
- Vice-campeão: 2017–18[1]

 Taça Challenge
 Balkan Volleyball Association Cup
- Campeão: 2018[1]